# Caragoler comú
El caragoler comú o milà dels Everglades (Rostrhamus sociabilis) és un ocell rapinyaire de la família dels accipítrids (Accipitridae) i única espècie del gènere Rostrhamus. Habita aiguamolls d'aigua dolça de la zona Neotropical, des dels pantans del sud de Florida i Cuba, sud de Mèxic incloent la Península de Yucatán, Nicaragua, Panamà, i des de Colòmbia, Veneçuela i Guaiana, cap al sud, per l'oest dels Andes fins a l'oest de l'Equador i per l'est dels Andes a través de l'est de l'Equador, Brasil (localment), est de Bolívia i Paraguai fins a Uruguai i nord de l'Argentina. El seu estat de conservació es considera de risc mínim.

## Evolució adaptativa a Florida
El Caragoler comú, com altres ocells d'arreu del món, també ha demostrat capacitat de treure profit de l'augment d'espècies invasores. I algunes de les conseqüències han estat sorprenents. A Florida, al nord del llac Okeechobee, la propagació del cargol poma de l'illa, de la mida d'un puny, provinent del comerç d'aquaris, ha provocat un canvi notable no només en la dieta, sinó també en el cos del Caragoler comú, en perill d'extinció.
Malgrat que en un primer moment es va creure que el Caragoler comú no els podrien menjar perquè els cargols són massa grans, el Caragoler comú va créixer becs més grans, en una evolució molt ràpida, perceptible en menys d'una generació. El Caragoler comú s'ha adaptat a la seva nova presa, el cargol poma, i aquesta espècie invasora pot ser la seva salvació.
Estudis posteriors han confirmat les troballes sobre la mida del seu bec i han trobat que els Caragolers comuns criats en zones humides amb cargols poma no natius estaven en millors condicions i tenien una taxa de supervivència més alta al llarg d'un període de 10 anys. També s'ha descobert que les femelles del Caragoler comú prefereixen aparellar-se amb mascles amb un bec més gran, segons ha explicat el Dr. Robert J. Fletcher Jr., un expert en el Caragoler comú de la Universitat de Florida.